# Dicranomyia tahanensis
Dicranomyia tahanensis är en tvåvingeart. Dicranomyia tahanensis ingår i släktet Dicranomyia och familjen småharkrankar.

## Underarter
Arten delas in i följande underarter:
- D. t. aphrophila
- D. t. diengensis
- D. t. tahanensis